# Racinaea
Racinaea es un género con 63 especies de plantas de flores perteneciente a la familia Bromeliaceae subfamilia Tillandsioideae.

## Especies seleccionadas
| - Racinaea adpressa - Racinaea adscendens - Racinaea almeriae - Racinaea aeris-incola - Racinaea blassii | - Racinaea commixa - Racinaea contorta - Racinaea crispa - Racinaea cuspidata - Racinaea dielsii |

- Lista completa de especies